# Санґ-е Сефід (Марказі)
Санґ-е Сефід (перс. سنگ سفيد) — село в Ірані, у дегестані Нагр-е Міян, у бахші Заліян, шагрестані Шазанд остану Марказі. За даними перепису 2006 року, його населення становило 431 особу, що проживали у складі 101 сім'ї.

## Клімат
Середня річна температура становить 10,95°C, середня максимальна – 30,79°C, а середня мінімальна – -12,24°C. Середня річна кількість опадів – 288 мм.
| Клімат поселення                              | Клімат поселення | Клімат поселення | Клімат поселення | Клімат поселення | Клімат поселення | Клімат поселення | Клімат поселення | Клімат поселення | Клімат поселення | Клімат поселення | Клімат поселення | Клімат поселення | Клімат поселення |
| Показник                                      | Січ.             | Лют.             | Бер.             | Квіт.            | Трав.            | Черв.            | Лип.             | Серп.            | Вер.             | Жовт.            | Лист.            | Груд.            |                  |
| Середній максимум, °C                         | 5,38             | 7,57             | 12,01            | 18,60            | 23,64            | 28,77            | 30,77            | 30,79            | 25,71            | 19,44            | 12,41            | 6,87             |                  |
| Середня температура, °C                       | −3,42            | −1,25            | 3,20             | 9,79             | 14,82            | 19,96            | 24,48            | 24,50            | 19,44            | 13,15            | 6,12             | 0,60             |                  |
| Середній мінімум, °C                          | −12,24           | −10,05           | −5,62            | 0,99             | 6,02             | 11,15            | 18,20            | 18,21            | 13,14            | 6,85             | −0,16            | −5,7             |                  |
| Норма опадів, мм                              | 44               | 37               | 51               | 39               | 35               | 8                | 1                | 1                | 1                | 6                | 26               | 39               |                  |
| Середньомісячна швидкість вітру, м/с          | 1.32             | 2.05             | 3.06             | 3.06             | 2.84             | 2.44             | 2.52             | 2.50             | 2.29             | 2.10             | 1.80             | 1.71             |                  |
| Середньомісячна сонячна радіація, кДж/м²·день | 9386             | 12500            | 14964            | 18177            | 22192            | 27008            | 25788            | 24023            | 21259            | 15730            | 11035            | 9019             |                  |
| --------------------------------------------- | ---------------- | ---------------- | ---------------- | ---------------- | ---------------- | ---------------- | ---------------- | ---------------- | ---------------- | ---------------- | ---------------- | ---------------- | ---------------- |
| Джерело:                                      |                  |                  |                  |                  |                  |                  |                  |                  |                  |                  |                  |                  |                  |